# Querido Dane-se
Querido Dane-se é um livro de ficção escrito pela atriz paranaense Kéfera Buchmann, lançado no dia 7 de setembro de 2017 na Bienal do Livro do Rio de Janeiro, pela editora "Pararela".

## Sinopse
Sara tem muitos sonhos, mas também vários problemas para enfrentar. Para começar, seu namorado acabou de uma hora para outra com ela e por WhatsApp. Pouco depois, ela descobriu que o desgraçado está namorando uma socialite linda e admirada. Parou por aqui? Não: Sara, que é estilista de formação, mas trabalha como costureira, atualmente está de plantão na casa dessa socialite, arrumando as roupas dela. Enquanto lida com o ressurgimento do ex e tenta voltar a achar graça na solteirice, Sara sofre com seu maior medo: fazer trinta anos sem achar a sua cara-metade. Entre lágrimas e muita risada, no entanto, Sara começa a repensar sua vida. E a perceber que está diante de uma pessoa cujos anseios e gostos conhece pouco: ela mesma.

## Precedentes
"Querido Dane-Se" é a primeira ficção de Kéfera Buchmann, que, sem abandonar o bom humor de sempre, fala sobre autoestima, empoderamento e a importância de compreender os próprios desejos para se tornar alguém feliz. Uma obra que leva um romance e aventura.

## Lançamento
Foi lançado no dia 7 de setembro na Bienal do Livro do Rio de Janeiro

## Adaptação
O livro ganhará uma adaptação para os cinemas. A própria autora e atriz confirmou em suas mídias sociais. Além de atuar como a protagonista do longa. Ainda sem previsão de estreia, o filme será rodado em 2019.